# Papilio maraho
Espèce
Statut de conservation UICN

NT : Quasi menacé
Papilio maraho ou Machaon à large queue de Taïwan est une espèce de lépidoptères (papillons) de la famille des Papilionidae. L'espèce est endémique de Taïwan.

## Description

### Imago
L'aile antérieure mesure 6 cm de long environ. La femelle et un peu plus grande que le mâle. Le revers et l'avers sont identiques. Les ailes antérieures sont gris foncé avec des veines noires. Les ailes postérieures sont allongées et terminées par de larges queues. Elles sont gris foncé avec des veines noires, une large macule blanche et portent une série de macules rouge rosé submarginales marquées d'un point noir. Le corps est noir.

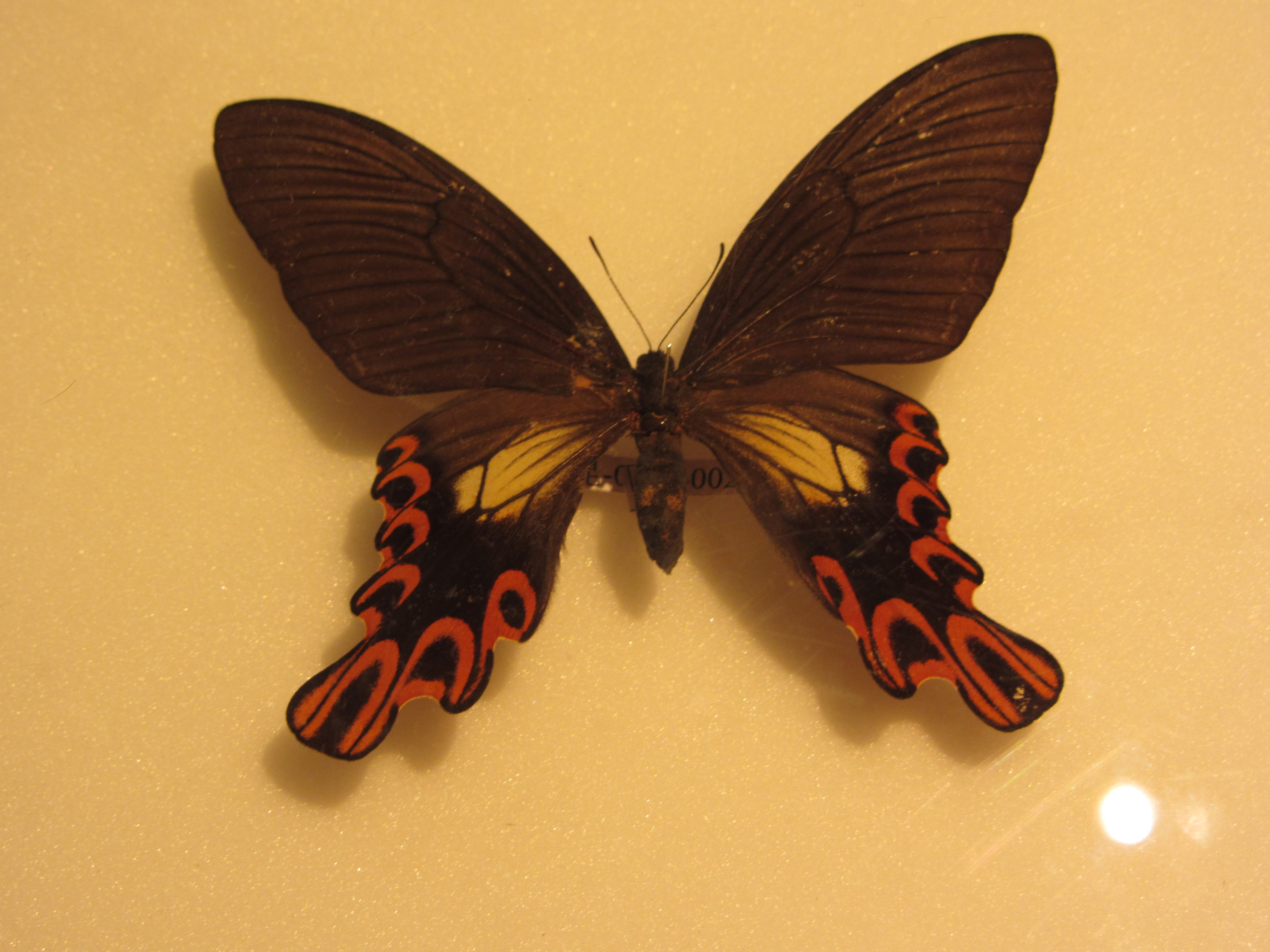
Papilio maraho
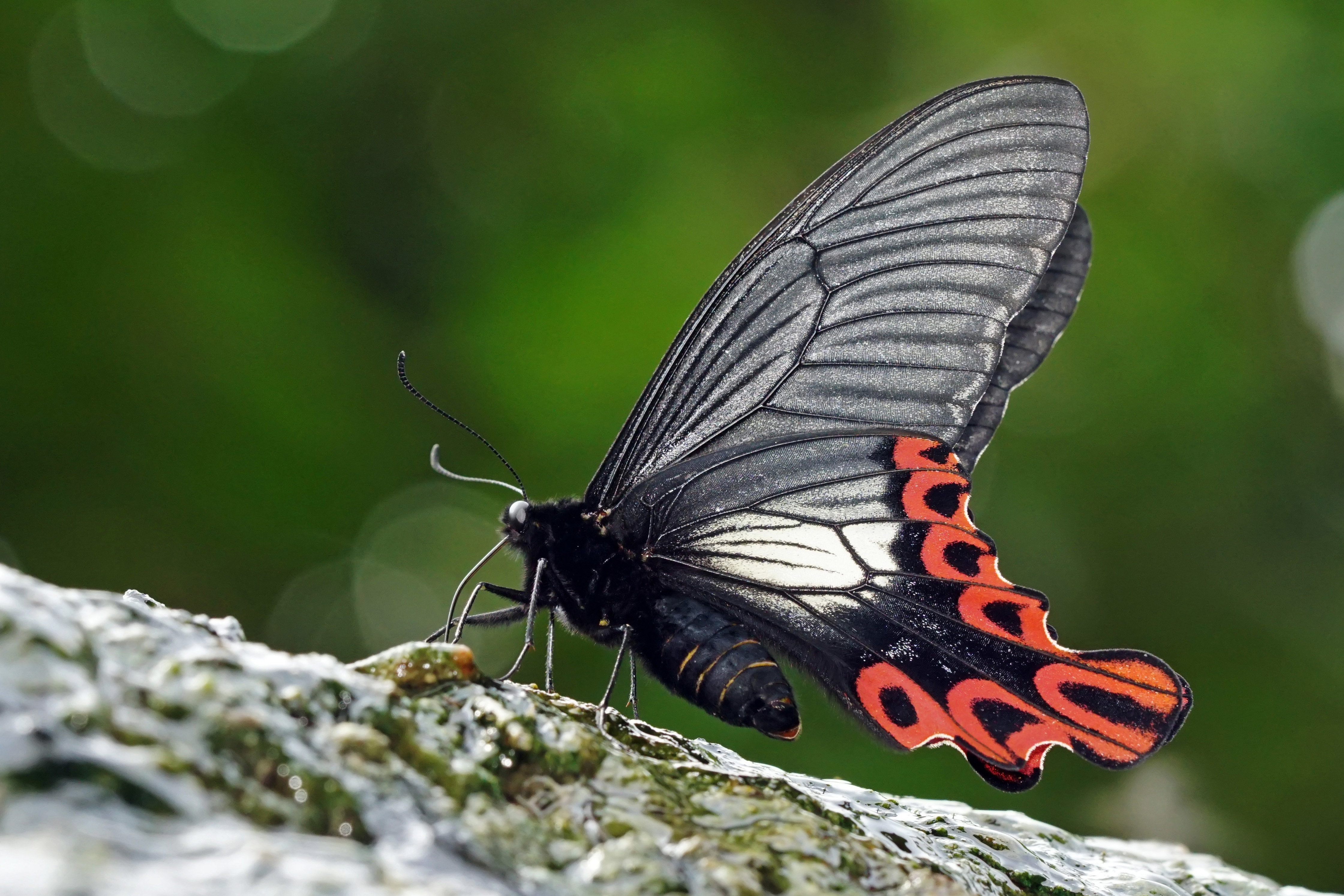
Papilio maraho, vue latérale (mâle)

### Juvéniles
Les quatre premiers stades ressemblent à des fientes d'oiseaux. La chenille mature imite une tête de serpent. Elle est verte avec des marques brun foncé sur les flancs, et une partie thoracique élargie qui porte de chaque côté de larges ocelles noires entourées de brun.

## Écologie
L'écologie de cette espèce est mal connue. La plante hôte est Sassafras randaiense. Les chenilles passent par cinq stades avant de se changer en chrysalide. Comme toutes les espèces de Papilionidae elles possèdent un osmeterium derrière la tête qu'elles sortent quand elles se sentent menacées.

## Habitat et répartition
Papilio maraho est endémique de l'île de Taïwan, qui a un climat tropical, et vit dans les forêts de montagne.

## Systématique
L'espèce Papilio maraho a été décrite en 1934 par les entomologistes japonais Tokuichi Shiraki (d) (1882-1970) et Jinhaku Sonan (1892-1984),. L'espèce est parfois placée dans le genre ou sous-genre Agehana avec Papilio elwesi, son plus proche parent. Des études génétiques ont montré que ces deux espèces appartiennent au sous-genre Pterourus.

## Papilio marahoet l'Homme

### Noms vernaculaires
L'espèce est appelée "台灣寬尾鳳蝶" (Machaon à large queue de Taïwan) en chinois.

### Menaces et conservation
L'espèce est considérée comme presque menacée par l'UICN. Elle pourrait être victime de la destruction de son environnement et son unique plante hôte est elle-même menacée. Papilio maraho est également recherché par les collectionneurs mais l'espèce est protégée à Taïwan et sa collecte nécessite une autorisation spéciale.

## Publication originale
- (ja) Tokuichi Shiraki et Jinhaku Sonan, « [On a new species of Papilionidae, Papilio maraho Shiraki et Sonan] », Zephyrus, Tokyo, vol. 5, no 4,‎ 25 septembre 1934, p. 177-182.